# Sagnlandet Lejre
Sagnlandet Lejre (tidigare: Arkæologisk Forsknings- og Formidlingscenter), som öppnade 1964 i Danmark under namnet Historisk-arkæologisk Forsøgscenter, är ett forsknings- och kunskapscentrum, så kallat arkeologiskt friluftsmuseum, med förhistoria och arkeologi som huvudteman. 2009 bytte anläggningen namn till Sagnlandet Lejre ("Sägenlandet Lejre").
Sagnlandet ligger i Lejre kommun 13 km väster om Roskilde. Det blev grundlagt av Hans Ole Hansen, som ville skapa och förmedla kunskap om forntidens levnadssätt genom experimentell arkeologisk forskning, levandegörande och undervisning som baserades på aktivt deltagande. Sagnlandet Lejre förmedlar kunskap om Danmarks forntid från jägarstenålder  till yngre järnålder. När anläggningen öppnade var den världens första i sitt slag som aktivt arbetade med experimentell arkeologi och det har inspirerat liknande anläggningar runt om i världen. Det årliga besökarantalet är ca 60 000 personer.[källa behövs]
I museets arbetande verkstäder, som arbetar med textilier, keramik och järnsmide, görs kopior av dåtida föremål som sedan används i de rekonstruerade bebyggelsemiljöerna.
I Sagnlandet finns en järnåldersby, Lethra, som består av fyra rekonstruerade järnåldersgårdar från perioden 200 f.Kr. − 200 e.Kr. Sagnlandet rymmer också en rekonstruerad boplats kallad Athra från Ertebölletiden (5500 − 3900 f.Kr.) och rekonstruerade bondgårdshus från 1800-talet, Krikkebjerghusen.
I Sagnlandet finns flera olika djur, dels raser som i storlek och kroppsbyggnad liknar järnålderns numera utdöda husdjursraser, dels 1800-talets gamla danska husdjursraser.
Familjer har möjlighet att bo i järnåldersbyn, i 1800-talshusen och på stenåldersboplatsen, och därmed ingå aktivt i den levandegörande verksamheten.